# 홍인석
홍인석(洪仁錫, 일본식 이름: 香川仁錫가가와 진샤쿠, 1897년 3월 23일 ~ ?)은 일제강점기의 법조인으로, 원적지는 평안북도 정주군 이언면이다.

## 생애
1919년 3월 20일 경성전수학교를 졸업했고 1920년 공주지방법원 대전지청에서 서기 겸 통역생으로 근무했다. 1925년 3월 11일 함흥지방법원 판사로 임명되었으며, 1927년 11월 1일 일본 정부로부터 훈7등 서보장, 1928년 11월 16일 쇼와 대례 기념장을 받았다.
1930년 10월 11일 광주지방법원 판사로 임명되었으며, 1932년 11월 15일 전라남도 문관보통분한위원회 예비위원으로 선출되었다. 1935년 6월 14일 일본 정부로부터 훈6등 서보장을 받았고, 1936년 8월 14일 평양지방법원 판사, 1938년 10월 10일 대구지방법원 상주지청 판사로 임명되었다. 1940년 5월 17일 일본 정부로부터 훈5등 서보장을 받았으며, 1941년 10월 21일 고등관 3등에 서위되었다.
조선총독부 판사 재직 시절 항일 독립 운동 관련자 재판 10건에 참여했으며, 1941년 10월 22일 대구지방법원 상주지청 판사를 끝으로 퇴직했다. 1942년 1월 16일 평양지방법원 검사국 변호사로 등록했지만, 1945년 4월 25일 신의주지방법원 검사국 변호사로 변경 등록했다.
민족문제연구소의 친일인명사전 수록자 명단의 사법 부문, 친일반민족행위진상규명위원회가 발표한 친일반민족행위 705인 명단에 포함되었다.

## 참고자료
- 친일반민족행위진상규명위원회 (2009). 〈홍인석〉. 《친일반민족행위진상규명 보고서 Ⅳ-19》. 서울. 691~729쪽.